# 사례 연구
사례 연구 또는 케이스 스터디(Case study)는 사회 과학 관련 분야에서 이루어지는 연구방법의 하나로, 하나 또는 몇 개의 사례를 중심으로 분석하는 연구이다. 특정 집단, 사건, 공동체에 대하여 심층적으로 분석한다.

## 단일사례 설계연구의 예
시계열분석이 이루어지는 단일사례 연구(Single-subject research)의 예로는 기저선을 복수로 설정하는 다중 기저선 설계 (multiple baseline design)가 보다 안정된 결과를 확인할 수 있도록 보여준다.

## 같이 보기
- 질적 연구